# Heilig Bloed
Met Heilig Bloed of Kostbaar Bloed wordt een reliek van bloed bedoeld dat volgens de overlevering van Jezus zou zijn. Omdat Jezus bij het Laatste Avondmaal de wijn zijn bloed noemt, hebben verhalen over het Heilig Bloed vaak ook met de Heilige Graal te maken.

## Het Avondmaal en het bloed van Jezus
De synoptische evangelies vertellen dat op de eerste dag van de ongedesemde broden, waarop men het Paaslam offerde, Jezus aan zijn leerlingen opdroeg om het paasmaal te bereiden. Er zijn twee iets onderscheiden lezingen.
Bij Marcus en Matteüs neemt Jezus het brood, zegent het, breekt het en geeft het hun met de woorden: "Neemt, dit is mijn Lichaam." Daarna, nemend de kelk, zei hij dank en gaf hij haar (de kelk) aan hen met de woorden: "Dit is mijn bloed, het bloed van het verbond dat voor velen zal worden vergoten."
Bij Lucas luidt het woord van Jezus bij de wijn: "Deze beker is het Nieuwe verbond in mijn bloed vergoten voor u."
In beide gevallen is er dus een identificatie van wijn en bloed. Het bloed van Jezus wordt bevat in de kelk van de eucharistie ingesteld na het Laatste Avondmaal. In de katholieke en oosters-orthodoxe leer wordt de wijn in de kelk als de priester de woorden van Christus uitspreekt daadwerkelijk veranderd in zijn bloed. Zie hierover ook Werkelijke Tegenwoordigheid en transsubstantiatie.

## Jozef van Arimathea, de Heilige Kelk en de mythe van de Graal
De beker, die Jezus bij het laatste avondmaal gebruikte, werd later de miskelk. Pontius Pilatus zou hem volgens sommige graallegenden aan Jozef van Arimathea gegeven hebben (als eerste graalridder). Hij zou dan aan de voet van het Heilig Kruis het bloed uit de zijde van Jezus hebben opgevangen in de beker, nadat de soldaat er met de Heilige Lans in gestoken had.

## Schrijnen van het Heilig Bloed
In verschillende kerken van het christendom worden of werden relieken van het bloed bewaard. In bepaalde plaatsen heeft men het over het heilig bloed (Brugge en Voormezele), in andere meestal over het kostbaar bloed (Fécamp). Het is niet uit te maken of het bloed dat wordt bewaard en vereerd ook daadwerkelijk van Christus is. 

### In België

#### Het heilig Bloed in de Heilig Bloedbasiliek te Brugge
In de Heilig Bloedbasiliek te Brugge wordt een reliek van het Heilig Bloed bewaard. Deze reliek is een eerstegraads reliek, en een van de belangrijkste relieken van de katholieke Kerk. De reliek zelf zou zijn meegenomen van de Kruistochten.
Zie ook: Edele Confrérie van het Heilig Bloed
Voormezele
Het was Isaac (1123-1169), de tweede proost van de proosdij in Voormezele (latere abdij) die, op een van zijn reizen naar Rome, de kostbare relikwie van het “Heilig Bloed van onze Heer Jezus Christus” meebracht. “De Jaerboeken van Yper” verhalen dat: “Het Bloed Onzes Heren van Rome naar Ieper overgebracht door abt Isaac, op 29 juni 1152, stoetsgewijze van deze stad naar de abdij van Voormezele werd overgedragen, alwaar het sedert dien tijd hetzelfde vereerd is geweest tot nu toe, gedurende de achtdaagse kerkplechtigheid van het H. Sacramentsfeest”. Meerdere malen werd de relikwie naar zijn echtheid onderzocht, dit op bevel van de kerkelijke overheid. De relikwie zelf heeft de grootte van een gewone kleine noot en is gewikkeld in een perkamenten band met de Latijnse vermelding: “van stof (zand) doortrokken met bloed van Christus”.

### In Frankrijk

#### Fécamp
De abdijkerk van Fécamp heeft een tabernakel dat volgens de legende een reliek van het kostbaar Bloed van Jezus bevat. Dit bloed zou in een loden doosje, door de stam van een vijgenboom vanuit het Heilige Land naar het strand van Fécamp zijn gedreven. Daar wordt het al eeuwen bewaard in een flesje in de benedictijner abdij van de Heilige Drie-eenheid. Jaarlijks wordt het reliek van het Kostbaar Bloed getoond waar men nog de prachtige marmeren reliekhouder van kan zien. De reliekschrijn werd in juni 2022 gestolen uit de kerk. In juli 2022 werd de schrijn terugbezorgd bij de Nederlandse kunstdetective Arthur Brand.

#### Sainte-Chapelle te Parijs
De verwerving van het Heilig Bloed omstreeks 1240, was voor Lodewijk IX de heilige aanleiding voor het bouwen van de Sainte-Chapelle. Naast het Heilig Bloed, werden er de Doornenkroon, het Ware Kruis, de Spijkers, de Lans, de Spons, de Zweetdoek, het Purperkleed en het Victoriekruis bewaard. Tijdens de Franse Revolutie raakten veel van deze relieken verloren, alleen de Doornenkroon bestaat nog.

#### Heilig Bloedkapel (Boulogne-sur-Mer)
De Heilig Bloedkapel (Chapelle du Saint-Sang) is een kapel in de tot het departement Pas-de-Calais behorende stad Boulogne-sur-Mer, gelegen aan de Avenue John-Kennedy 55.
Godfried van Bouillon zond vanuit Jeruzalem in 1101 een reliek van het Heilig Bloed aan zijn moeder, Ida van Boulogne. Een kapel herinnerde in de loop der jaren aan deze gebeurtenis.

### In Duitsland

#### Rothenburg ob der Tauber (Beieren)
Een reliek van het Heilig Bloed wordt ook bewaard in de Sint-Jacobuskerk in het Beierse Rothenburg ob der Tauber.

## Twee soorten
Er wordt onderscheid gemaakt tussen relieken van het Heilig Bloed afkomstig uit het Heilige Land en de eucharistische wonderrelieken, waarbij de geconsacreerde gedaante van wijn soms uit de miskelk op een corporale viel, en daarbij wonderbaarlijk in zichtbaar bloed veranderde, soms gebeurde dit ook in de kelk zelf. Een voorbeeld van een dergelijk eucharistisch wonder is dat van het Heilig Bloed te Lanciano. Deze laatste relieken worden als tweedegraads beschouwd, er is geen direct verband met Christus zelf.
Voorts is er een reliek in de Bloedkapel in de parochiekerk van Sint Petrus Stoel te Antiochië te Boxtel.
De Martinuskerk te Markelo bezat tot in de zeventiende eeuw een reliek van het Heilig Bloed.